# Machimus pilipes
Machimus pilipes là một loài ruồi trong họ Asilidae. Machimus pilipes được Meigen miêu tả năm 1820.